# Центральный вокзал Стокгольма

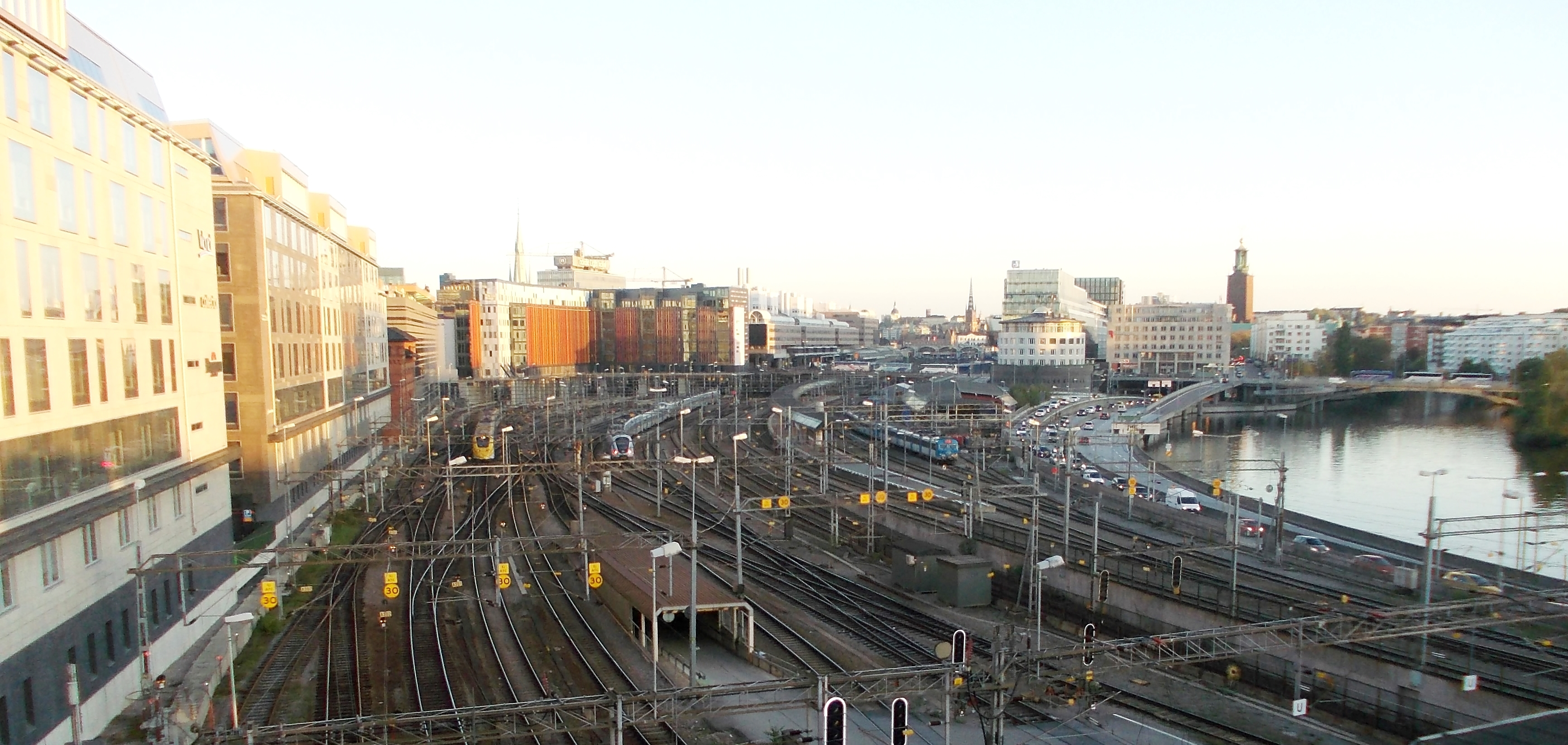
Центральный вокзал Стокгольма, вид с моста

Центральный вокзал Стокгольма (швед. Stockholms centralstation) — крупнейший железнодорожный вокзал в Швеции. Находится в районе Норрмальм у Центральной Площади и улицы Васагатан. Ограничен улицей Ваттугатан на юге и Кунгсброн на севере.
Станция была открыта 18 июля 1871 года (Южная станция открыта 10 февраля 1860 года). На сегодняшний день это крупнейшая железнодорожная станция в Скандинавии и второй по величине пассажирский центр с около 200 000 посетителей ежедневно. Вместе со станцией метро Т-Централен Центральный вокзал Стокгольма является крупнейшим в Скандинавии с 450 000 пассажирами в сутки.

## Строительство

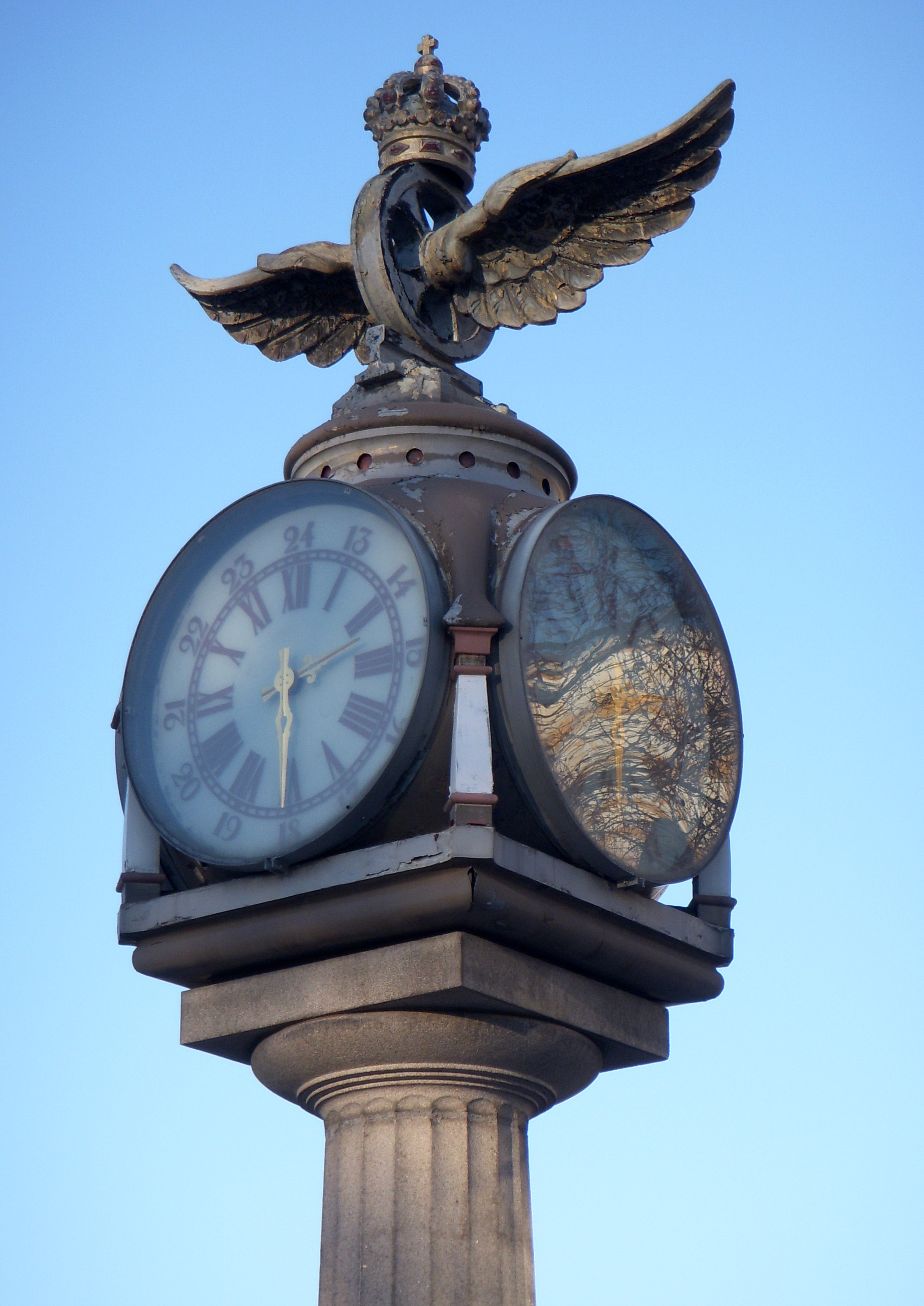
Старые часы SJ

Вокзал станции строился между 1867 и 1871 годами и был открыт 15 июля 1871 года. Архитектором был Адольф В. Едельсвэрд. Всё имущество станции принадлежит и управляется компанией Jernhusen. Фасад станции со стороны улицы Васагатан украшен статуями Svea и Göta на каждой стороне малого государственного герба, увенчанный королевской короной, художника Оскара Берг.

## Остановка пригородной железной дороги Стокгольма
55°40′54″ с. ш. 37°53′49″ в. д.

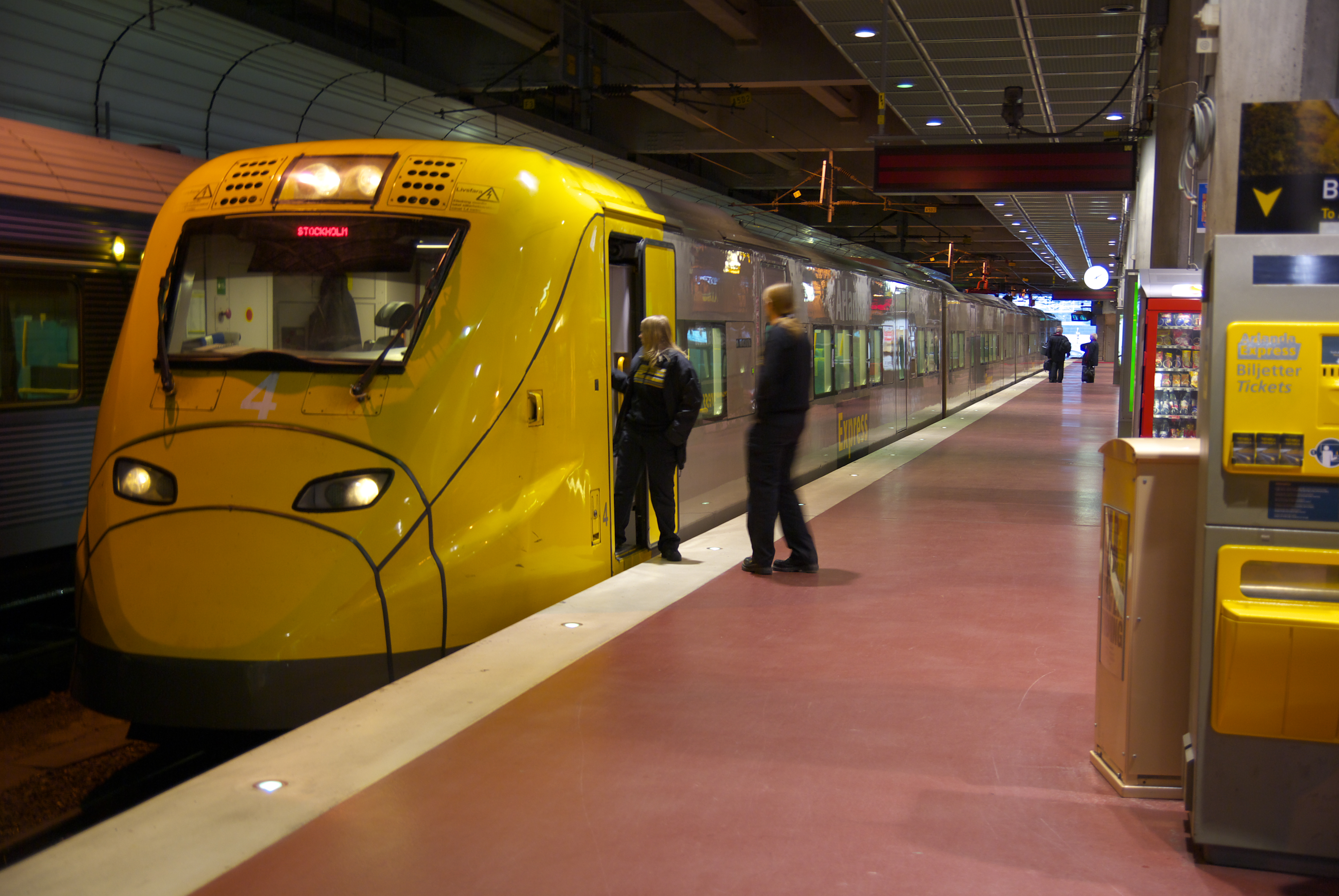
Поезд ждёт пассажиров, которые едут до аэропорта Арланда

На вокзале останавливаются два маршрута Пригородной железной дороги Стокгольма маршруты J35, J36. Также можно от вокзала добраться до аэропорта Арланда.
Выходы к Vasagatan, Kungsbron. Пересадка на А Vasagatan: 53, 65, 69, 91, 191, 192, 193, 194, 195, 196, 197, 198, 491, 492, 496 Kungsbron: 1, 91